# Preqüela
Una preqüela és una obra audiovisual o literària basada en els personatges o els fets d'una altra obra creada amb anterioritat i que narra fets previs als esdeveniments que relata l'obra inicial. Totes les preqüeles són, en essència, seqüeles que aprofundeixen en una història anterior o prèvia a l'original. El terme és un neologisme del segle xx, que és un mot creuat del prefix "pre-" (del llatí prae, "abans") i "seqüela".
Com les seqüeles, les preqüeles poden o no tractar la mateixa trama del treball del qual deriven. Sovint s'expliquen els motius que porten als esdeveniments de l'original, però a vegades les connexions no són tan explícites.

## Antecedents
Tot i que la paraula "preqüela" té un origen recent, les obres que s'ajusten a aquest concepte existeixen des de fa temps. El poema Cipria, per exemple, pressuposa que els lectors ja coneixien els fets de l'epopeia homèrica i es limita a narrar els successos previs a la Ilíada com un tipus d'introducció.
Segons l'Oxford English Dictionary, el mot "preqüela" va aparèixer imprès per primera vegada el 1958 en un article d'Anthony Boucher al The Magazine of Fantasy & Science Fiction, on s'utilitzava per a descriure la novel·la de James Blish They Shall Have Stars— que és la primera de quatre històries de la tetralogia Cities in Flight. El terme va començar a ser d'ús general a la llengua anglesa entre les dècades del 1970 i 1980. La paraula pot haver-se fet més popular a causa de la trilogia de La guerra de les galàxies.